# Celebeszi szalonka
A celebeszi szalonka (Scolopax celebensis) a madarak osztályának lilealakúak (Charadriiformes) rendjébe, ezen belül a szalonkafélék (Scolopacidae) családjába tartozó faj.

## Rendszerezése
A fajt Joseph Harvey Riley amerikai ornitológus írta le 1921-ben. Magyar neve megerősítésre szorul, lehet, hogy az angol név tükörfordítása (Sulawesi Woodcock).

## Alfajai
- Scolopax celebensis celebensis Riley, 1921
- Scolopax celebensis heinrichi Stresemann, 1932[2]

## Előfordulása
Indonéziához tartozó Celebesz szigetén honos. Természetes élőhelyei a szubtrópusi vagy trópusi hegyi esőerdők. Állandó, nem vonuló faj.

## Megjelenése
Testhossza 30-35 centiméter. Hasonló mint ismertebb rokona, az erdei szalonka, de annál kisebb.

## Természetvédelmi helyzete
Az elterjedési területe elég kicsi, egyedszáma pedig csökken. A fakitermelés, invazív fajok és a betegséget veszélyeztetik. A Természetvédelmi Világszövetség Vörös listáján mérsékelten fenyegetett fajként szerepel.